# Márton Radics
Márton Radics (Győr, 2 dicembre 2001) è un calciatore ungherese, centrocampista della Puskás Akadémia.

## Carriera
Cresciuto nel settore giovanile della Puskás Akadémia, debutta in prima squadra il 3 agosto 2019 in occasione dell'incontro di Nemzeti Bajnokság I vinto 3-1 contro l'Újpest.
Nel gennaio del 2021 viene ceduto in prestito al Gyirmót.

## Statistiche

### Presenze e reti nei club
Statistiche aggiornate al 25 ottobre 2021.
| Stagione        | Squadra         | Campionato      | Campionato | Campionato | Coppe nazionali | Coppe nazionali | Coppe nazionali | Coppe continentali | Coppe continentali | Coppe continentali | Altre coppe | Altre coppe | Altre coppe | Totale | Totale |
| Stagione        | Squadra         | Comp            | Pres       | Reti       | Comp            | Pres            | Reti            | Comp               | Pres               | Reti               | Comp        | Pres        | Reti        | Pres   | Reti   |
| --------------- | --------------- | --------------- | ---------- | ---------- | --------------- | --------------- | --------------- | ------------------ | ------------------ | ------------------ | ----------- | ----------- | ----------- | ------ | ------ |
| 2019-2020       | Csákvári        | NB2             | 1          | 0          |                 | -               | -               |                    | -                  | -                  |             | -           | -           | 1      | 0      |
| 2020-gen. 2021  | Csákvári        | NB2             | 3          | 0          |                 | -               | -               |                    | -                  | -                  |             | -           | -           | 3      | 0      |
| 2019-2020       | Puskás Akadémia | NB1             | 13         | 0          | CU              | 3               | 0               |                    | -                  | -                  |             | -           | -           | 16     | 0      |
| 2020-gen. 2021  | Puskás Akadémia | NB1             | 5          | 0          | CU              | 0               | 0               | UEL                | 1                  | 0                  |             | -           | -           | 6      | 0      |
| gen.-giu. 2021  | Gyirmót         | NB2             | 16         | 0          | CU              | 0               | 0               |                    | -                  | -                  |             | -           | -           | 16     | 0      |
| 2021-2022       | Gyirmót         | NB1             | 10         | 0          | CU              | 0               | 0               |                    | -                  | -                  |             | -           | -           | 10     | 0      |
| Totale carriera | Totale carriera | Totale carriera | 48         | 0          |                 | 3               | 0               |                    | 1                  | 0                  |             | -           | -           | 52     | 0      |